# 브라운 아이즈
브라운 아이즈(영어: Brown Eyes)는 대한민국의 2인조 음악 그룹이다. 2001년 프로듀서 겸 작사/작곡가 윤건이 나얼을 객원 보컬로 영입하면서 결성되었다.
데뷔 앨범이자 첫 번째 앨범 《Brown Eyes》는 큰 대외 활동도 없이 약 6~70만장의 판매 기록을 달성하며 브라운 아이즈의 이름을 알린다. 

## 구성원
- 윤건
- 나얼

## 활동
윤건과 나얼은 브라운 아이즈로 만나서 활동하기 전부터 각자 힙합 그룹 팀(TEAM)과 R&B 그룹 앤썸(Anthem)에서 활동했었다. 둘이 본격적으로 음악을 같이 시작하게 된 것은 2000년 허니패밀리의 2집 앨범 《Another Level》의 수록곡 〈그 언젠가〉에서 서로 키보드 연주자와 코러스 피처링을 하는 콜라보를 통해 만난 것이 처음인데, 이때 윤건이 나얼의 코러스를 듣고 나서 나얼에게 그룹 결성을 제의했으며, 이에 나얼이 윤건의 제안을 받아들이자 그룹을 결성하고 마침내 2001년 1집 《Brown Eyes》로 데뷔하게 되었다.
발매 이후 어떠한 방송활동을 하지 않았음에도 불구, 신드롬을 일으키면서 한국 가요계의 흐름을 미디엄 템포로 바꿔 버릴 정도의 큰 인기를 끌었으며 타이틀 곡인 〈벌써 일년〉으로 3회 M.net 뮤직비디오 페스티벌 신인 그룹 부문상과 16회 골든디스크 골든비디오 부문 PAVV POP 작품상을 수상하였다. 이듬해 2집 《Reason 4 Breathing?》 발매 후 윤건은 솔로 가수로, 나얼은 브라운 아이드 소울을 결성하여 활동하다가, 2집 발매 이후 5년이 지난 2008년에 3집 앨범 《Two Things Needed For The Same Purpose And 5 Objets》를 발매하였다. 이듬 해 2009년 3월 2일에는 3집 앨범으로 얻은 수익을 대한민국의 소년소녀가장과 에티오피아의 난민을 돕기 위해 모두 월드비전에 기부하였다.
23회 골든디스크상 디스크부문 본상과 제 10회 MKMF 발라드/R&B 음악상을 수상하였다. 그 당시 나얼은 공익 근무중이었기에 시상식에는 윤건이 홀로 참석하였다.

## 음반

### 정규 앨범
1. 《Brown Eyes》(2001년)
2. 《Reason 4 Breathing?》(2002년)
3. 《Two Things Needed For The Same Purpose And 5 Objets》(2008년)

### 베스트 앨범
1. 《The Very Best Of Browneyes 'Take A Favorite'》

### 싱글
1. Brown Eyes with coffee - 디지털 싱글

## 수상 경력
- 2001년 3회 M.net 뮤직비디오 페스티벌 신인 그룹 부문상 1집 - 《Brown Eyes》의 타이틀 곡 〈벌써 일년〉
- 2001년 16회 골든디스크 골든비디오 부문 PAVV POP 작품상 수상 - 1집 《Brown Eyes》의 타이틀 곡 〈벌써 일년〉[1]
- 2008년 23회 골든디스크 디스크부문 본상 수상 - 3집 앨범 《Two Things Needed For The Same Purpose And 5 Objects》[3]
- 2008년 10회 MKMF 발라드/R&B 음악상 수상 - 타이틀 곡 〈가지마 가지마〉[4]

### 가요 프로그램 1위
| 연도           | 수상 내역(총 7회) |
| -------------- | --- |
| 2001년(총 3회) | - 벌써 일년(총 3회) - 7월 26일 KBS 《뮤직뱅크》 1위 - 8월 2일 KBS 《뮤직뱅크》 1위 (2주 연속) - 9월 8일 MBC 《음악캠프》 1위        |
| 2003년(총 3회) | - 점점(총 3회) - 1월 4일 MBC 《음악캠프》 1위 - 1월 11일 MBC 《음악캠프》 1위 (2주 연속) - 1월 18일 MBC 《음악캠프》 1위 (3주 연속) |
| 2008년(총 1회) | - 가지마 가지마(총 1회) - 7월 25일 KBS 《뮤직뱅크》 K-Chart 1위                                                                     |

## 같이 보기
- 윤건
- 나얼